# NGC 5967
NGC 5967 este o galaxie spirală situată în constelația Pasărea Paradisului. A fost descoperită în 7 iunie 1836 de către John Herschel. Se află la o distanță de 36,31 de megaparseci de Pământ.